# 카브리토
카브리토(스페인어: cabrito→새끼 염소)는 새끼 염소 요리이다. 멕시코 누에보레온주 몬테레이와 코아우일라주 살티요의 카브리토 요리가 유명하다.

## 종류

### 멕시코
- 카브리토 알 파스토르(cabrito al pastor) – 태어난 지 약 3개월 된 새끼 염소를 통째로 꼬챙이에 끼워 6~8시간 동안 천천히 구워 먹는다.

## 같이 보기
- 레촌
- 마슈위